# Carolina Slim
Edward P. Harris (* 22. August 1923 in Leasburg, North Carolina; † 22. Oktober 1953 in Newark, New Jersey), bekannt geworden unter dem Namen Carolina Slim, war ein US-amerikanischer Blues-Gitarrist und Sänger. Seine Schallplatten wurden auch unter den Pseudonymen Jammin' Jim, Lazy Slim Jim, Country Paul und Paul Howard veröffentlicht.
Viele Details seines Lebens sind unbekannt, doch glaubt man, dass Harris das Gitarrespiel von seinem Vater gelernt hat. In seiner Zeit als Wandermusikant nahm er auch Einflüsse von Musikern außerhalb des Piedmont-Gebietes auf. Um 1950 zog er nach Newark, New Jersey, dort nahm er unter dem Namen Carolina Slim seine erste Platte für das Savoylabel auf. Bis 1953 nahm er 27 Songs unter verschiedenen Namen und für verschiedene Labels auf.
1953 begab er sich wegen eines Rückenleidens in ein Krankenhaus in Newark, starb aber während der Operation an einem Herzanfall.

## Diskographie
- Blues from the Cotton Fields; Sharp Records
- Carolina Blues & Boogie; Travelin’ Man (U.K.)
- Carolina Slim (1950–1952); Document
- Carolina Blues; EPM
- Blues Go Away from Me; Savoy[3]